# 백수연
백수연(1991년 7월 1일 ~ )은 평영을 주종목으로 하는 대한민국의 수영 선수이다. 2006년 도하 아시안 게임 여자 평영 100m 종목에서 동메달을 획득했다.

## 학력
- 상록초등학교
- 본오중학교
- 경기체육고등학교
- 동서울대학교 레저스포츠학과